# Takhini (rivière)

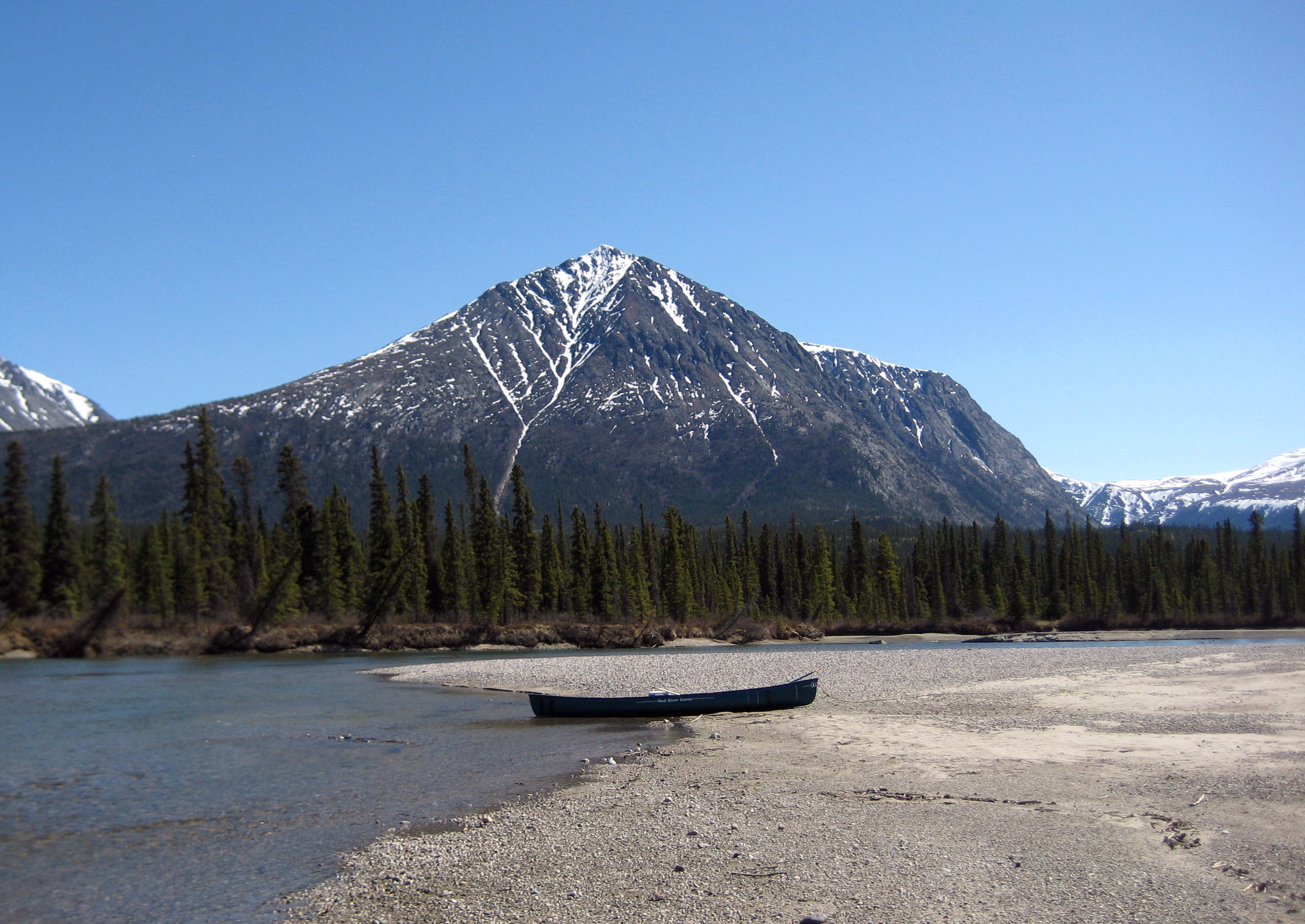
Takhini River

La rivière Takhini est un cours d'eau du Yukon au Canada. Elle est située au nord de Whitehorse et coule d'ouest en est, depuis le lac Kusawa pour se jeter dans le Yukon entre Whitehorse et le lac Laberge. Durant l'hiver, la rivière est gelée et fait alors partie de l'itinéraire de la Yukon Quest.
La Route de l'Alaska est parallèle à la rivière Takhini et la Klondike Highway la traverse près du confluent avec le Yukon.
Ce cours d'eau est particulièrement apprécié des touristes pratiquant le kayak et le canoë.